# Fellinghausen
Fellinghausen ist ein Stadtteil von Kreuztal im nordrhein-westfälischen Kreis Siegen-Wittgenstein. Das Dorf besteht aus den Ortsteilen Fellinghausen, Dornseifen und Weiden.

## Geschichte
Die erste Erwähnung erfolgte um 1300, eine exakt datierte Urkunde existiert aus dem Jahr 1344. Dornseifen und Weiden wurden erstmals 1413 genannt.
Bis 1818 blieb der bäuerliche Charakter erhalten, mit der industriellen Entwicklung vollzog sich jedoch ein Wechsel zur Arbeiterwohngemeinde, in der die Landwirtschaft nur noch als Nebenerwerb Platz hatte.
Bis Ende 1968 gehörte der Ort dem Amt Ferndorf an. Am 1. Januar 1969 wurde Fellinghausen in die im Rahmen der kommunalen Neugliederung geschaffene Stadt Kreuztal eingegliedert.
Eine Besonderheit in Fellinghausen ist der historische Hauberg, der die Form der traditionellen Waldnutzung im Siegerland zeigt. Die Waldgenossenschaft hat sich in dem Projekt verpflichtet, eine etwa 24 ha große Fläche aus ihrem Waldbesitz in der alten Form der Waldbewirtschaftung (historische Haubergsnutzung) fortzuführen, um auf diese Weise einen Beitrag zur Traditionspflege zu leisten. Regelmäßige Führungen für Schulklassen, Vereine oder Privatgruppen werden unter der Regie der Waldgenossenschaft Fellinghausen in Zusammenarbeit mit dem Forstamt Hilchenbach durchgeführt.
2011 wurde der Förderverein Historischer Hauberg Fellinghausen gegründet. Es werden vom Verein und dem Landesbetrieb Wald und Holz NRW thematische Führungen und Umweltbildungsmaßnahmen. 2019 erfolgte die Aufnahme der Haubergswirtschaft im Siegerland und angrenzender Regionen ins Bundesweites Verzeichnis des immateriellen Kulturerbes. Der Förderverein wird durch die NRW-Stiftung unterstützt. Alle zwei Jahre wird der Tag des Haubergs durchgeführt. Jedes Jahr wird ein Kohlemeiler zur Holzkohlegewinnung aufgesetzt.
Zudem gibt es in Fellinghausen elf ortsansässige Vereine, darunter den TuS Fellinghausen 1920 e. V. und die Kyffhäuser Kameradschaft Fellinghausen e. V.

### Wappen
| Wappen der ehemaligen Gemeinde Fellinghausen, Kreis Siegen | Blasonierung: „In Blau ein goldener (gelber) Wellenbalken belegt mit einem blauen Hifthorn; im Schildhaupt ein goldener (gelber) Sal-Weidenzweig und im Schildfuß ein goldener (gelber) Sanddornzweig.“ |
| Wappen der ehemaligen Gemeinde Fellinghausen, Kreis Siegen | Wappenbegründung: Das Wappen wurde am 27. Mai 1939 vom Oberpräsidenten der Provinz Westfalen genehmigt. Das Hifthorn entstammt Gerichtssiegeln der Gemeinden Ferndorf und Krombach aus dem Jahre 1470. Der Weidenzweig steht redend für den Ortsteil Weiden und der Sanddornzweig redend für den Ortsteil Dornseifen. |